# 松崎暁
松﨑 曉（まつざき さとる、1954年（昭和29年）3月10日 - ）は、日本の実業家。株式会社良品計画元社長。千葉県出身。

## 経歴
- 中央大学法学部卒[2]。
- 1978年（昭和53年）4月 西友ストア（現・合同会社西友）入社。
- 2003年（平成15年）5月 ファイナンスアジア事業部シニアダイレクター部長。
- 2005年（平成17年）7月 良品計画入社。海外事業部アジア地域担当部長[3]。
- 2008年（平成20年）2月 執行役員海外事業部中国担当部長。
- 2011年（平成23年）5月 取締役（兼）執行役員海外事業部長。
- 2012年（平成24年）5月 常務取締役（兼）執行役員海外事業部長。
- 2013年（平成25年）6月 専務取締役（兼）執行役員海外事業部長。
- 2015年（平成27年）6月 代表取締役社長（兼）執行役員。
- 2021年（令和3年）9月 取締役副会長（兼）執行役員。
- 2022年（令和4年）11月 退任。